# Kevin Krawietz
Kevin Krawietz (* 24. Januar 1992 in Coburg) ist ein deutscher Tennisspieler. Im Doppel gewann er mit Andreas Mies die French Open 2019 und 2020. Mit Tim Pütz wurde er 2024 Weltmeister.

## Karriere
Er konnte bislang vier Einzel- und 27 Doppelsiege auf der Future Tour feiern. Auf der ATP Challenger Tour gewann er 2015 seinen ersten Titel im Doppelwettbewerb in Meknès. Im Alter von 17 Jahren gewann Krawietz zusammen mit Pierre-Hugues Herbert das Juniorendoppel der Wimbledon Championships 2009.
Sein erster Auftritt auf der ATP World Tour fand 2009 bei den International German Open Hamburg statt, wo er sowohl im Einzel als auch im Doppel gemeinsam mit Nils Langer eine Wildcard erhielt. Er schied jedoch in beiden Bewerben bereits in der ersten Runde aus. Die ersten erfolgreicheren Auftritte auf der ATP World Tour gelangen ihm 2018, als er sich beim Herrendoppel der Wimbledon Championships zusammen mit Andreas Mies nur knapp im Achtelfinale gegen die späteren Turniersieger Mike Bryan und Jack Sock geschlagen geben musste. Das Jahr 2018 schloss Krawietz unter anderem nach sieben gewonnenen Titeln auf der ATP Challenger Tour mit Weltranglistenplatz 71 im Doppel erstmals unter den Top 100 ab.
Zu Beginn des Jahres 2019 erreichte Krawietz gemeinsam mit Nikola Mektić das Achtelfinale in der Doppelkonkurrenz der Australian Open. Seinen ersten Titel auf der ATP Tour gewann er am 17. Februar 2019 bei den New York Open, als er sich im Finale mit Andreas Mies gegen das Duo Santiago González und Aisam-ul-Haq Qureshi in zwei Sätzen durchsetzen konnte. Bei den French Open gewannen Krawietz und Mies als ungesetzte Paarung den Titel, womit sie den ersten deutschen Doppelerfolg seit 1937 bei den French Open feiern konnten. Im Oktober erreichten sie bei den US Open das Halbfinale und sicherten sich in Antwerpen ihren dritten gemeinsamen Titel. Sie qualifizierten sich für die ATP Finals, bei denen sie nach einem Sieg in der Gruppenphase nicht über eben jene hinaus kamen. In der Weltrangliste erreichte er am 4. November 2019 mit Rang sieben sein bisheriges Karrierehoch. Im November gab Krawietz, wiederum an der Seite von Andreas Mies, sein Debüt für die deutsche Davis-Cup-Mannschaft.
Zum Saisonauftakt 2020 spielte er an der Seite von Mies im Doppel für Deutschland beim ATP Cup, bei dem die Mannschaft nicht über die Vorrunde hinauskam. Im Verlauf des Jahres gelangen ihnen bis auf die Halbfinalteilnahme in Marseille und dem gewonnenen Davis-Cup-Match gegen Belarus nur durchwachsene Resultate. Zumeist schieden sie bereits in der ersten oder zweiten Runde aus. Bei den wegen der Pandemie auf Ende September verschobenen French Open gelang ihnen dagegen die Titelverteidigung. Sie starteten an Position acht gesetzt ins Turnier und mussten unter anderem im Achtelfinale drei Matchbälle abwehren, ehe sie in die nächste Runde einzogen. Im Endspiel trafen sie auf Mate Pavić und Bruno Soares, die zuvor die US Open gewonnen hatten, und besiegten diese mit 6:3 und 7:5.
Er spielte in der Tennis-Bundesliga für TK Kurhaus Aachen, anschließend viele Jahre für den TC Großhesselohe und ab 2021 für TK Grün-Weiss Mannheim.

## Erfolge
| Legende (Anzahl der Siege) |
| Grand Slam (2)             |
| ATP Tour Finals (1)        |
| ATP Tour Masters 1000      |
| ATP Tour 500 (5)           |
| ATP Tour 250 (4)           |
| ATP Challenger Tour (17)   |

| ATP-Titel nach Belag |
| Hartplatz (3)        |
| Sand (7)             |
| Rasen (2)            |

### Doppel

#### Turniersiege

##### ATP Tour
| Nr. | Datum             | Turnier         | Belag         | Partner        | Finalgegner                            | Ergebnis           |
| --- | ----------------- | --------------- | ------------- | -------------- | -------------------------------------- | ------------------ |
| 1.  | 17. Februar 2019  | New York City   | Hartplatz (i) | Andreas Mies   | Santiago González Aisam-ul-Haq Qureshi | 6:4, 7:5           |
| 2.  | 8. Juni 2019      | French Open (1) | Sand          | Andreas Mies   | Jérémy Chardy Fabrice Martin           | 6:2, 7:63          |
| 3.  | 20. Oktober 2019  | Antwerpen       | Hartplatz (i) | Andreas Mies   | Rajeev Ram Joe Salisbury               | 7:61, 6:3          |
| 4.  | 10. Oktober 2020  | French Open (2) | Sand          | Andreas Mies   | Mate Pavić Bruno Soares                | 6:3, 7:5           |
| 5.  | 2. Mai 2021       | München (1)     | Sand          | Wesley Koolhof | Sander Gillé Joran Vliegen             | 4:6, 6:4, [10:5]   |
| 6.  | 20. Juni 2021     | Halle (1)       | Rasen         | Horia Tecău    | Félix Auger-Aliassime Hubert Hurkacz   | 7:64, 6:4          |
| 7.  | 24. April 2022    | Barcelona       | Sand          | Andreas Mies   | Wesley Koolhof Neal Skupski            | 6:73, 7:65, [10:6] |
| 8.  | 1. Mai 2022       | München (2)     | Sand          | Andreas Mies   | Rafael Matos David Vega Hernández      | 4:6, 6:4, [10:7]   |
| 9.  | 30. Juli 2023     | Hamburg (1)     | Sand          | Tim Pütz       | Sander Gillé Joran Vliegen             | 7:64, 6:3          |
| 10. | 21. Juli 2024     | Hamburg (2)     | Sand          | Tim Pütz       | Fabien Reboul Édouard Roger-Vasselin   | 7:68, 6:2          |
| 11. | 17. November 2024 | Turin           | Hartplatz (i) | Tim Pütz       | Marcelo Arévalo Mate Pavić             | 7:65, 7:66         |
| 12. | 22. Juni 2025     | Halle (2)       | Rasen         | Tim Pütz       | Simone Bolelli Andrea Vavassori        | 6:3, 7:64          |

##### ATP Challenger Tour
| Nr. | Datum              | Turnier              | Belag         | Partner             | Finalgegner                         | Ergebnis          |
| --- | ------------------ | -------------------- | ------------- | ------------------- | ----------------------------------- | ----------------- |
| 1.  | 11. September 2015 | Meknès               | Sand          | Maximilian Marterer | Gianluca Naso Riccardo Sinicropi    | 7:5, 6:1          |
| 2.  | 23. Juli 2016      | Recanati             | Hartplatz     | Albano Olivetti     | Ruben Bemelmans Adrián Menéndez     | 6:3, 7:64         |
| 3.  | 25. September 2016 | Kenitra              | Sand          | Maximilian Marterer | Uladsimir Ihnazik Michael Linzer    | 7:66, 4:6, [10:6] |
| 4.  | 6. November 2016   | Eckental             | Teppich (i)   | Albano Olivetti     | Roman Jebavý Andrej Martin          | 6:78, 6:4, [10:7] |
| 5.  | 13. November 2016  | St. Ulrich in Gröden | Hartplatz (i) | Albano Olivetti     | Frank Dancevic Marko Tepavac        | 6:4, 6:4          |
| 6.  | 19. August 2017    | Meerbusch            | Sand          | Andreas Mies        | Dustin Brown Antonio Šančić         | 6:1, 7:65         |
| 7.  | 7. April 2018      | Panama-Stadt         | Sand          | Yannick Hanfmann    | Nathan Pasha Roberto Quiroz         | 7:64, 6:4         |
| 8.  | 15. April 2018     | Mexiko-Stadt         | Sand          | Yannick Hanfmann    | Luke Bambridge Jonny O’Mara         | 6:2, 7:63         |
| 9.  | 12. Mai 2018       | Rom                  | Sand          | Andreas Mies        | Sander Gillé Joran Vliegen          | 6:3, 2:6, [10:4]  |
| 10. | 15. Juni 2018      | Almaty               | Sand          | Andreas Mies        | Laurynas Grigelis Wladyslaw Manafow | 6:2, 7:62         |
| 11. | 9. September 2018  | Genua                | Sand          | Andreas Mies        | Martin Kližan Filip Polášek         | 6:2, 3:6, [10:2]  |
| 12. | 22. September 2018 | Sibiu                | Sand          | Andreas Mies        | Tomasz Bednarek David Pel           | 6:4, 6:2          |
| 13. | 4. November 2018   | Eckental (2)         | Teppich (i)   | Andreas Mies        | Hugo Nys Jonny O’Mara               | 6:1, 6:4          |
| 14. | 10. Februar 2019   | Budapest             | Hartplatz     | Filip Polášek       | Luca Margaroli Filippo Baldi        | 7:5, 7:65         |
| 15. | 30. März 2019      | Marbella             | Sand          | Andreas Mies        | Sander Gillé Joran Vliegen          | 7:66, 2:6, [10:6] |
| 16. | 11. Mai 2019       | Aix-en-Provence      | Sand          | Jürgen Melzer       | Frederik Nielsen Tim Pütz           | 7:65, 6:2         |
| 17. | 19. Mai 2019       | Heilbronn            | Sand          | Andreas Mies        | Andre Begemann Fabrice Martin       | 6:2, 6:4          |

#### Finalteilnahmen
| Nr. | Datum             | Turnier     | Belag         | Partner      | Finalgegner                       | Ergebnis           |
| --- | ----------------- | ----------- | ------------- | ------------ | --------------------------------- | ------------------ |
| 1.  | 25. Oktober 2020  | Köln        | Hartplatz (i) | Andreas Mies | Raven Klaasen Ben McLachlan       | 2:6, 4:6           |
| 2.  | 7. März 2021      | Rotterdam   | Hartplatz (i) | Horia Tecău  | Nikola Mektić Mate Pavić          | 6:77, 2:6          |
| 3.  | 25. April 2021    | Barcelona   | Sand          | Horia Tecău  | Juan Sebastián Cabal Robert Farah | 4:6, 2:6           |
| 4.  | 18. Juli 2021     | Hamburg     | Sand          | Horia Tecău  | Tim Pütz Michael Venus            | 3:6, 7:63, [8:10]  |
| 5.  | 23. April 2023    | München (1) | Sand          | Tim Pütz     | Alexander Erler Lucas Miedler     | 3:6, 4:6           |
| 6.  | 18. Juni 2023     | Stuttgart   | Rasen         | Tim Pütz     | Nikola Mektić Mate Pavić          | 6:72, 3:6          |
| 7.  | 7. Januar 2024    | Brisbane    | Hartplatz     | Tim Pütz     | Lloyd Glasspool Jean-Julien Rojer | 6:73, 7:5, [10:12] |
| 8.  | 23. Juni 2024     | Halle       | Rasen         | Tim Pütz     | Simone Bolelli Andrea Vavassori   | 6:73, 6:75         |
| 9.  | 7. September 2024 | US Open     | Hartplatz     | Tim Pütz     | Max Purcell Jordan Thompson       | 4:6, 6:74          |
| 10. | 11. Januar 2025   | Adelaide    | Hartplatz     | Tim Pütz     | Simone Bolelli Andrea Vavassori   | 6:4, 6:74, [9:11]  |
| 11. | 20. April 2025    | München (2) | Sand          | Tim Pütz     | André Göransson Sem Verbeek       | 4:6, 4:6           |

## Abschneiden bei Grand-Slam-Turnieren

### Doppel
| Turnier         | 2017 | 2018 | 2019 | 2020 | 2021 | 2022 | 2023 | 2024 | 2025 | Karriere |
| --------------- | ---- | ---- | ---- | ---- | ---- | ---- | ---- | ---- | ---- | -------- |
| Australian Open | —    | —    | AF   | 1    | 2    | AF   | —    | VF   | HF   | HF       |
| French Open     | —    | —    | S    | S    | VF   | 1    | VF   | AF   | 2    | S        |
| Wimbledon       | 1    | AF   | 1    |      | 2    | VF   | HF   | VF   | AF   | HF       |
| US Open         | —    | 1    | HF   | AF   | VF   | 2    | 1    | F    |      | F        |

### Mixed
| Turnier         | 2019 | 2020 | 2021 | 2022 | 2023 | 2024 | 2025 | Karriere |
| --------------- | ---- | ---- | ---- | ---- | ---- | ---- | ---- | -------- |
| Australian Open | —    | 1    | 1    | —    | —    | VF   | VF   | VF       |
| French Open     | —    |      | —    | HF   | 1    | —    | 1    | HF       |
| Wimbledon       | 1    |      | HF   | 1    | AF   | AF   | 1    | HF       |
| US Open         | —    |      | —    | AF   | AF   | —    |      | AF       |